# Ulrich Plenzdorf

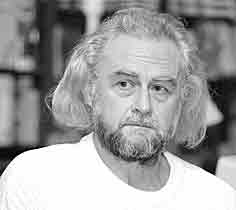
Ulrich Plenzdorf (1993)

Ulrich Plenzdorf (* 26. Oktober 1934 in Berlin; † 9. August 2007 ebenda) war ein deutscher Schriftsteller, Drehbuchautor und Dramaturg. Sein bekanntestes Werk ist Die neuen Leiden des jungen W., das 1972 sowohl in Prosaform veröffentlicht wurde als auch als Bühnenstück seine Premiere hatte. Dem Filmpublikum war er vor allem durch das Drehbuch Die Legende von Paul und Paula (1973) bekannt, später kam dazu der Filmroman Legende vom Glück ohne Ende (1979) heraus.

## Leben
Ulrich Plenzdorf wurde als Sohn eines Maschinenbauers in Berlin-Kreuzberg geboren. Seine Eltern wurden wegen ihrer Mitgliedschaft in der KPD während der Zeit des Nationalsozialismus mehrmals inhaftiert. Von 1949 bis 1952 besuchte er die Internatsschule im brandenburgischen Himmelpfort, eine Abspaltung der Schulfarm Insel Scharfenberg in Berlin-Tegel. 1950 zog die Familie von West- nach Ost-Berlin um, wo Plenzdorf 1954 in Lichtenberg das Abitur bestand.
In Leipzig studierte Plenzdorf anschließend Marxismus-Leninismus und Philosophie am Franz-Mehring-Institut der Karl-Marx-Universität Leipzig, verließ die Hochschule aber ohne Abschluss. Parallel zu seinem Studium war Plenzdorf von 1955 bis 1958 als Bühnenarbeiter tätig. Von 1958 bis 1959 leistete er freiwilligen Dienst als Soldat der Nationalen Volksarmee. 1958 wurde er Mitglied der SED.
Ab 1959 besuchte er die Deutsche Hochschule für Filmkunst in Potsdam-Babelsberg. Von 1963 an arbeitete er als Drehbuchautor und Dramaturg im DEFA-Studio Babelsberg.
Bekannt wurde der DDR-Autor auch in der Bundesrepublik Deutschland durch seine 1972 in der Zeitschrift Sinn und Form veröffentlichte gesellschaftskritische Erzählung Die neuen Leiden des jungen W. Ursprünglich 1969 als Filmszenarium für die DEFA geschrieben, erschien die Erzählung 1973 in Buchform und wurde seitdem in mehr als 30 Sprachen übersetzt. Die 1972 in Halle uraufgeführte Bühnenfassung war in der Spielzeit 1974/75 das meistgespielte Gegenwartsstück auf den Bühnen der Bundesrepublik Deutschland und wurde dort auch verfilmt. Im Jargon der DDR-Jugend der 1970er Jahre erzählt Plenzdorf die tragische Geschichte eines Jugendlichen, der aus seiner kleinbürgerlichen Umwelt auszubrechen versucht und beim Lesen von Goethes Werk Die Leiden des jungen Werthers (1774) immer wieder Parallelen zu seinem eigenen Leben findet.
Plenzdorf machte sich vor allem auch als Drehbuchautor einen Namen. Von ihm stammen die Drehbücher zum von Heiner Carow gedrehten Kinofilm Die Legende von Paul und Paula, die Hans-Fallada-Verfilmung Der Trinker mit Harald Juhnke oder Frank Beyers Film Abgehauen nach der Autobiografie von Manfred Krug. Er schrieb auch die Drehbücher der vierten von den fünf Staffeln von Jurek Beckers ARD-Fernsehserie Liebling Kreuzberg.
Für die in der Legende von Paul und Paula verwendeten Lieder der Puhdys, etwa Geh zu ihr, schrieb er die Texte, teilweise unter Verwendung von Bibelzitaten.
Seit 1992 war er Mitglied der Akademie der Künste in Berlin. Im Jahr 2004 hatte er eine Gastdozentur am Deutschen Literaturinstitut der Universität Leipzig inne.
Ulrich Plenzdorf war ab 1955 verheiratet und hatte drei Kinder. Seine Frau Helga Plenzdorf (geb. Lieske) war Redakteurin im Verlag Volk und Wissen. Seinen Berliner Wohnsitz hatte Plenzdorf lange Jahre in der Wilhelm-Pieck-Straße (seit 1990: Torstraße) 5 im Stadtbezirk Mitte.
Im Dezember 1971 verpflichtete sich Plenzdorf bei der DDR-Staatssicherheit, seine Wohnung als Deckadresse „Ewald Richards“ für Postsendungen aus der Bundesrepublik zur Verfügung zu stellen. Unter diesem Decknamen wurde er als Inoffizieller Mitarbeiter zur Sicherung der Konspiration und des Verbindungswesens geführt. Im Januar 1973 wurde der „magere IM-Vorgang“ geschlossen und der operative Vorgang Dramatiker eröffnet, mit dem er selbst überwacht wurde. Im Beschluss der Staatssicherheit über das Anlegen von Dramatiker heißt es zur Begründung: „Durch feindliche Äußerungen und literarische Arbeiten mit einer negativen und feindlichen politisch-ideologischen Aussage und Interviews in der Westpresse tritt die Person ständig in Erscheinung.“
Ulrich Plenzdorf starb im Alter von 72 Jahren nach längerer Krankheit in einer Klinik bei Berlin. Beigesetzt wurde er am 23. August 2007 an seinem letzten Wohnort, in Alt Rosenthal bei Seelow, Landkreis Märkisch-Oderland. Sein Nachlass befindet sich im Archiv der Akademie der Künste in Berlin.

## Auszeichnungen und Ehrungen
- 1971: Kunstpreis des Freien Deutschen Gewerkschaftsbundes für Kennen Sie Urban?
- 1971: Heinrich-Greif-Preis I. Klasse für Kennen Sie Urban?
- 1973: Heinrich-Mann-Preis
- 1978: Ingeborg-Bachmann-Preis für kein runter kein fern
- 1991: Fernsehfilmpreis der Deutschen Akademie der Darstellenden Künste für Hüpf, Häschen hüpf
- 1995: Adolf-Grimme-Preis mit Bronze für Liebling Kreuzberg
- Im Dezember 2020 wurde eine neue Straße in Berlin-Rummelsburg nach Ulrich Plenzdorf benannt.[13] Sie liegt im Bereich des schon länger existierenden Paul-und-Paula-Ufers, das auf den Drehort Bezug nimmt. Am 20. September 2021 wurden provisorische Straßenschilder zu sieben Straßen enthüllt, die in einem Neubaugebiet auf den Film anspielen.

## Werke (Auswahl)
- Die neuen Leiden des jungen W. (Bühnenstück, Uraufführung 1972)
- Die neuen Leiden des jungen W. (Roman, 1972)
- Buridans Esel (Bühnenstück, 1975, nach dem Roman von Günter de Bruyn)
- Auszug (1977)
- kein runter kein fern (Erzählung, 1978; Erstausgabe 1984)
- Legende vom Glück ohne Ende (Roman, 1979)
- Gutenachtgeschichte (1983)
- Ein Tag länger als ein Leben (Drama, 1986)
- Zeit der Wölfe (Drama, 1989)
- Freiheitsberaubung (Drama, 1987, nach der Erzählung von Günter de Bruyn)
- Vater Mutter Mörderkind (Bühnenstück, 1993/94)
- Berliner Geschichten. Eine Autoren-Anthologie, wie sie entstand und von der Stasi verhindert wurde (1995)
- Liebling, Prenzlauer Berg. Ein Anwalt fährt Rikscha. (1998)
- Eins und Eins ist Uneins (1999)
- Dreckige Engel (2004)
- Ich sehn mich so nach Unterdrückung: Songs, Chansons, Moritaten – gebrauchte Lieder (2004)

## Filmografie
- 1964: Mir nach, Canaillen!
- 1965/1990: Karla
- 1969: Weite Straßen – stille Liebe
- 1971: Kennen Sie Urban?
- 1973: Die Legende von Paul und Paula
- 1974: Liebe mit 16
- 1974: Der alte Mann, das Pferd, die Straße
- 1975: Die neuen Leiden des jungen W.
- 1978: Glück im Hinterhaus (nach dem Roman Buridans Esel von Günter de Bruyn)
- 1981: Der König und sein Narr
- 1983: Insel der Schwäne
- 1984: Bockshorn (nach dem Roman von Christoph Meckel)
- 1986: Ein fliehendes Pferd (TV, nach der gleichnamigen Novelle von Martin Walser)
- 1990: Der Fall Ö.
- 1991: Der Verdacht
- 1991: Hüpf, Häschen hüpf (Fernsehfilm)
- 1992: Vater Mutter Mörderkind
- 1992: Liebling Kreuzberg
- 1994: Das andere Leben des Herrn Kreins
- 1995: Der Trinker (nach dem gleichnamigen Roman von Hans Fallada)
- 1995: Matulla und Busch
- 1997: Der Laden (nach der gleichnamigen Romantrilogie von Erwin Strittmatter)
- 1998: Abgehauen
- 2005: Noelia oder Fidel wartet nicht (Drehbuch zs. mit Rudolf Steiner)

## Hörspiel
- 1987: Kein runter, kein fern, Regie: Norbert Schaeffer, Produktion: SDR/ hr/ NDR